# Uran
För platsen i Indien, se Uran (ort)
Uran är ett radioaktivt grundämne som tillhör aktiniderna. Uran, som är en metall, har det högsta atomnumret av de naturliga grundämnena.

## Allmänt
Ämnet uran upptäcktes år 1789 av den tyske apotekaren Martin Heinrich Klaproth. Dess CAS-nummer är 7440-61-1. Att uran har det högsta atomnumret av naturligt förekommande grundämnen betyder inte att ämnet är det tyngsta mätt i densitet. I detta avseende ligger uran endast på sjunde plats och kommer efter bland annat osmium och iridium. Uran är mer eller mindre radioaktivt beroende på isotop. 

## Uranisotoper
Naturligt uran består av 99,27 procent 238U, 0,72 procent 235U och 0,006 procent 234U. Härutöver är följande isotoper av vikt i kärntekniska sammanhang: 233U, 236U, 237U och 239U. 
Härvid kan man notera att 238U inte är fissilt, men om det utsätts för snabba neutroner, vars energi är större än 1 MeV, så kan denna isotop likväl fissionera, dock utan att starta en kedjereaktion.

## Användning

### Kärnkraft
Den viktigaste användningen av uran är som bränsle i kärnkraftverk. Uran som ska användas i de flesta typer av kärnkraftverk isotopanrikas i en kostsam process [källa behövs] så att halten 235U uppgår till omkring 3 %. Vissa speciella typer av kärnreaktorer, som de som används i atomubåtar, kräver 50–90 % eller mer 235U (även kallat HEU, highly enriched uranium, "höganrikat uran"). Vissa typer av kärnreaktorer, som använder tungt vatten eller grafit som moderator, kan använda naturligt uran direkt. Det överblivna 238U kallas utarmat uran och kan inte användas till kärnklyvning med termiska neutroner. Det kan dock observeras att 238U, som laddas i en kärnreaktor, kommer att delvis transmuteras till plutonium. Vissa av plutoniumets isotoper är klyvbara och bidrar till reaktorns energiproduktion. I en upparbetningsprocess är det sedan  tekniskt möjligt att separera plutoniumet från uran och klyvningsprodukterna. Ju längre uranbränslet varit i härden desto sämre blir utseparerat plutonium för tillverkningen av fissionsladdningar, vilka kan utgöra en del i ett flertal olika typer av kärnvapen. 

### Kärnvapen
Eftersom 235U är fissilt så kan detta ämne användas för att tillverka fissionsvapen (exempelvis Little boy, atombomben som fälldes över Hiroshima), emellertid torde plutonium vara det helt dominerande ämnet i dessa sammanhang. Dock är 238U, antingen som naturligt uran eller som utarmat uran, trots att det inte är fissilt, synnerligen betydelsefullt för tillverkningen av dagens kärnvapen. Med undantag av de allra minsta av dessa (taktiska kärnvapen) så utgörs de av fusionsvapen. Dessa fungerar oftast i tre steg: "fission-fusion-fission", vilket innebär att en fissionladdning fungerar som en "tändhatt" för fusionsladdningen, som genererar snabba neutroner, vars energi är större än 1 MeV, vilket medför att även 238U kommer att fissionera i vapnets tredje steg, utan att ge upphov till någon kedjereaktion.

### Övrig användning
I begränsad omfattning används uran på grund av sin höga densitet som tyngd och ballast i olika sammanhang. Utarmat uran används på grund av sin densitet i pilprojektiler till moderna stridsvagnskanoner. Uran har, som urangult och uranockra, använts som pigment vid framställningen av färg. Uranföreningar har även använts för att färga glas.

## Uran i världen
OECD/NEA och IAEA uppskattar i en gemensam rapport den kända globala tillgången av konventionell uran som kan brytas för mindre än 130 dollar per kg till 4,7 miljoner ton. Baserat på produktionen 2004 av el från kärnkraft räcker dessa kända tillgångar till 85 års produktion. Med bridreaktorteknologi räcker de i 2 500 år. Om hänsyn tas till den totala tillgången av exploaterbart uran, det vill säga både identifierade och oidentifierade tillgångar, uppskattar man i rapporten att 2004 års uranbaserade elproduktion skulle kunna upprätthållas i 20 000 år med bridreaktorer.

### Uran i Sverige
Sveriges berggrund är rik på uran. Flera olika bergarter är kända för sina höga uranhalter, som exempel kan nämnas alunskiffer och olika graniter. Under åren 1965–1969 (och i försöksverksamhet fram till 1981) utvanns 215 ton svenskt uran vid Ranstadsverket, 13 km utanför Skövde. I takt med stigande uranpriser 2005–2007 ökade prospektering efter uran i Sverige. Prospektering efter mineral regleras i minerallagen. För att leta efter uran och andra metaller och mineral krävs undersökningstillstånd från Bergsstaten, som är ett särskilt beslutsorgan inom Sveriges geologiska undersökning, SGU. De första undersökningstillstånden för uran i den nya minerallagstiftningen (som kom i början på 1990-talet) beviljades 2005. Efter 2011, i takt med sjunkande metallpriser, har antalet undersökningstillstånd för uran minskat kraftigt. I januari 2016 fanns 42 undersökningstillstånd för uran och uran som biprodukt.
När berget innehåller ovanligt mycket av ett ämne brukar man tala om en fyndighet. De svenska uranfyndigheterna finns i alunskiffrar och i urberget. De mörka alunskiffrarna är de yngsta fyndigheterna och är de som innehåller de största samlade uranmängderna i Sverige. De förekommer i större mängd i fjällkedjans randområden, Skåne, Billingen i Västergötland, Östergötland, Närke och på Öland. Alunskiffrarna bildades på havsbottnen under kambrisk tid, det vill säga för cirka 500 miljoner år sedan. Majoriteten av tillgångarna är dock i form av låghaltiga, men mycket stora, mineraliseringar som bedöms som okonventionella, det vill säga icke-brytvärda. Idag sker ingen brytning av uran i Sverige.
Alunskiffrarna innehåller förutom uran även organiskt material samt metaller såsom vanadin, molybden och nickel. Uranhalten varierar mellan olika områden, men också mellan olika lager i skiffern på varje plats. Den uranrikaste alunskiffern är den som finns i delar av Billingen som har en mäktighet på 3,5 meter och med ett uraninnehåll på cirka 300 g/ton.
I OECD:s, IAEA:s och NEA:s statistik över världens brytvärda uranreserver är Sveriges andel mindre än 1 procent.
Svenska kärnkraftverk förbrukade 2015 omkring 1 500–2 000 ton uran per år. Den uran som köps till svenska reaktorer har ursprung från bland annat Kanada, Australien, Ryssland, Namibia och Kazakstan, men anrikas ofta i annat land. Värdet på importerat anrikat uran till Sverige var mellan 5 och 7 miljarder kronor per år.